# 13e étape du Tour d'Italie 2018
Pour un article plus général, voir Tour d'Italie 2018.
La 13e étape du Tour d'Italie 2018 se déroule le vendredi 18 mai 2018, entre Ferrare et Nervesa della Battaglia sur une distance de 180 km.

## Résultats

### Classement de l'étape
| \| Classement de l'étape \| Classement de l'étape \| Classement de l'étape \| Classement de l'étape \| Classement de l'étape \| \| Coureur \| Coureur \| Pays \| Équipe \| Temps \| \| --------------------- \| --------------------- \| --------------------- \| --------------------------- \| --------------------- \| \| 1er \| Elia Viviani \| Italie \| Quick-Step Floors \| 3 h 56 min 25 s \| \| 2e \| Sam Bennett \| Irlande \| Bora-Hansgrohe \| + 0 s \| \| 3e \| Danny van Poppel \| Pays-Bas \| LottoNL-Jumbo \| + 0 s \| \| 4e \| Sacha Modolo \| Italie \| EF Education First-Drapac \| + 0 s \| \| 5e \| Ryan Gibbons \| Afrique du Sud \| Dimension Data \| + 0 s \| \| 6e \| Jempy Drucker \| Luxembourg \| BMC Racing Team \| + 0 s \| \| 7e \| Manuel Belletti \| Italie \| Androni Giocattoli-Sidermec \| + 0 s \| \| 8e \| Clément Venturini \| France \| AG2R La Mondiale \| + 0 s \| \| 9e \| Baptiste Planckaert \| Belgique \| Katusha-Alpecin \| + 0 s \| \| 10e \| Jens Debusschere \| Belgique \| Lotto-Soudal \| + 0 s \| |                     |                |                             |                 |
| |                     |                |                             |                 |
| Source : ProCyclingStats |                     |                |                             |                 |
| Classement de l'étape |                     |                |                             |                 |
| Coureur | Coureur             | Pays           | Équipe                      | Temps           |
| 1er | Elia Viviani        | Italie         | Quick-Step Floors           | 3 h 56 min 25 s |
| 2e | Sam Bennett         | Irlande        | Bora-Hansgrohe              | + 0 s           |
| 3e | Danny van Poppel    | Pays-Bas       | LottoNL-Jumbo               | + 0 s           |
| 4e | Sacha Modolo        | Italie         | EF Education First-Drapac   | + 0 s           |
| 5e | Ryan Gibbons        | Afrique du Sud | Dimension Data              | + 0 s           |
| 6e | Jempy Drucker       | Luxembourg     | BMC Racing Team             | + 0 s           |
| 7e | Manuel Belletti     | Italie         | Androni Giocattoli-Sidermec | + 0 s           |
| 8e | Clément Venturini   | France         | AG2R La Mondiale            | + 0 s           |
| 9e | Baptiste Planckaert | Belgique       | Katusha-Alpecin             | + 0 s           |
| 10e | Jens Debusschere    | Belgique       | Lotto-Soudal                | + 0 s           |

### Points attribués
|   | Cycliste           | Pays    | Équipe                        | Points |
| - | ------------------ | ------- | ----------------------------- | ------ |
| 1 | Marco Marcato      | Italie  | UAE Emirates                  | 20     |
| 2 | Eugert Zhupa       | Albanie | Wilier Triestina-Selle Italia | 12     |
| 3 | Alessandro Tonelli | Italie  | Bardiani CSF                  | 8      |
| 4 | Andrea Vendrame    | Italie  | Androni Giocattoli-Sidermec   | 6      |
| 5 | Markel Irizar      | Espagne | Trek-Segafredo                | 4      |
| 6 | Rémi Cavagna       | France  | Quick-Step Floors             | 3      |
| 7 | Cesare Benedetti   | Italie  | Bora-Hansgrohe                | 2      |
| 8 | Eros Capecchi      | Italie  | Quick-Step Floors             | 1      |

|   | Cycliste           | Pays    | Équipe                        | Points | Bonif |
| - | ------------------ | ------- | ----------------------------- | ------ | ----- |
| 1 | Eugert Zhupa       | Albanie | Wilier Triestina-Selle Italia | 20     | 3 s   |
| 2 | Andrea Vendrame    | Italie  | Androni Giocattoli-Sidermec   | 12     | 2 s   |
| 3 | Markel Irizar      | Espagne | Trek-Segafredo                | 8      | 1 s   |
| 4 | Alessandro Tonelli | Italie  | Bardiani CSF                  | 6      |       |
| 5 | Marco Marcato      | Italie  | UAE Emirates                  | 4      |       |
| 6 | Elia Viviani       | Italie  | Quick-Step Floors             | 3      |       |
| 7 | Eros Capecchi      | Italie  | Quick-Step Floors             | 2      |       |
| 8 | Cesare Benedetti   | Italie  | Bora-Hansgrohe                | 1      |       |

- Sprint final de Nervesa della Battaglia (km 180) :

|    | Cycliste            | Pays           | Équipe                      | Points | Bonif |
| -- | ------------------- | -------------- | --------------------------- | ------ | ----- |
| 1  | Elia Viviani        | Italie         | Quick-Step Floors           | 50     | 10 s  |
| 2  | Sam Bennett         | Irlande        | Bora-Hansgrohe              | 35     | 6 s   |
| 3  | Danny Van Poppel    | Pays-Bas       | Lotto NL-Jumbo              | 25     | 4 s   |
| 4  | Sacha Modolo        | Italie         | EF Education First-Drapac   | 18     |       |
| 5  | Ryan Gibbons        | Afrique du Sud | Dimension Data              | 14     |       |
| 6  | Jean-Pierre Drucker | Pays-Bas       | BMC Racing                  | 12     |       |
| 7  | Manuel Belletti     | Italie         | Androni Giocattoli-Sidermec | 10     |       |
| 8  | Clément Venturini   | France         | AG2R La Mondiale            | 8      |       |
| 9  | Baptiste Planckaert | Belgique       | Katusha-Alpecin             | 7      |       |
| 10 | Jens Debusschere    | Belgique       | Lotto Fix All               | 6      |       |
| 11 | Guillaume Boivin    | Canada         | Israel Cycling Academy      | 5      |       |
| 12 | Paolo Simion        | Italie         | Bardiani CSF                | 4      |       |
| 13 | Davide Ballerini    | Italie         | Androni Giocattoli-Sidermec | 3      |       |
| 14 | Enrico Barbin       | Italie         | Bardiani CSF                | 2      |       |
| 15 | Tosh Van Der Sande  | Belgique       | Lotto Fix All               | 1      |       |

### Cols et côtes
- Côte de Montello, 4e catégorie (km 160,7) :

|   | Cycliste        | Pays    | Équipe                        | Points |
| - | --------------- | ------- | ----------------------------- | ------ |
| 1 | Andrea Vendrame | Italie  | Androni Giocattoli-Sidermec   | 3      |
| 2 | Markel Irizar   | Espagne | Trek-Segafredo                | 2      |
| 3 | Eugert Zhupa    | Albanie | Wilier Triestina-Selle Italia | 1      |

## Classements à l'issue de l'étape

### Classement général
| \| Classement général \| Classement général \| Classement général \| Classement général \| Classement général \| \| Coureur \| Coureur \| Pays \| Équipe \| Temps \| \| ------------------ \| ------------------ \| ------------------ \| ------------------ \| ------------------ \| \| 1er \| Simon Yates \| Royaume-Uni \| Mitchelton-Scott \| 55 h 54 min 20 s \| \| 2e \| Tom Dumoulin \| Pays-Bas \| Team Sunweb \| + 47 s \| \| 3e \| Thibaut Pinot \| France \| Groupama-FDJ \| + 1 min 04 s \| \| 4e \| Domenico Pozzovivo \| Italie \| Bahrain-Merida \| + 1 min 18 s \| \| 5e \| Richard Carapaz \| Équateur \| Movistar Team \| + 1 min 56 s \| \| 6e \| George Bennett \| Nouvelle-Zélande \| LottoNL-Jumbo \| + 2 min 09 s \| \| 7e \| Rohan Dennis \| Australie \| BMC Racing Team \| + 2 min 36 s \| \| 8e \| Pello Bilbao \| Espagne \| Astana \| + 2 min 54 s \| \| 9e \| Patrick Konrad \| Autriche \| Bora-Hansgrohe \| + 2 min 55 s \| \| 10e \| Fabio Aru \| Italie \| UAE Team Emirates \| + 3 min 10 s \| |                    |                  |                   |                  |
| |                    |                  |                   |                  |
| Source : ProCyclingStats |                    |                  |                   |                  |
| Classement général |                    |                  |                   |                  |
| Coureur | Coureur            | Pays             | Équipe            | Temps            |
| 1er | Simon Yates        | Royaume-Uni      | Mitchelton-Scott  | 55 h 54 min 20 s |
| 2e | Tom Dumoulin       | Pays-Bas         | Team Sunweb       | + 47 s           |
| 3e | Thibaut Pinot      | France           | Groupama-FDJ      | + 1 min 04 s     |
| 4e | Domenico Pozzovivo | Italie           | Bahrain-Merida    | + 1 min 18 s     |
| 5e | Richard Carapaz    | Équateur         | Movistar Team     | + 1 min 56 s     |
| 6e | George Bennett     | Nouvelle-Zélande | LottoNL-Jumbo     | + 2 min 09 s     |
| 7e | Rohan Dennis       | Australie        | BMC Racing Team   | + 2 min 36 s     |
| 8e | Pello Bilbao       | Espagne          | Astana            | + 2 min 54 s     |
| 9e | Patrick Konrad     | Autriche         | Bora-Hansgrohe    | + 2 min 55 s     |
| 10e | Fabio Aru          | Italie           | UAE Team Emirates | + 3 min 10 s     |

### Classement du meilleur jeune
| Classement du meilleur jeune | Classement du meilleur jeune | Classement du meilleur jeune | Classement du meilleur jeune | Classement du meilleur jeune |
| Coureur                      | Coureur                      | Pays                         | Équipe                       | Temps                        |
| ---------------------------- | ---------------------------- | ---------------------------- | ---------------------------- | ---------------------------- |
| 1er                          | Richard Carapaz              | Équateur                     | Movistar Team                | 55 h 56 min 16 s             |
| 2e                           | Miguel Ángel López           | Colombie                     | Astana                       | + 1 min 21 s                 |
| 3e                           | Ben O'Connor                 | Australie                    | Dimension Data               | + 1 min 29 s                 |
| 4e                           | Sam Oomen                    | Pays-Bas                     | Team Sunweb                  | + 1 min 44 s                 |
| 5e                           | Maximilian Schachmann        | Allemagne                    | Quick-Step Floors            | + 2 min 05 s                 |
| 6e                           | Valerio Conti                | Italie                       | UAE Team Emirates            | + 11 min 11 s                |
| 7e                           | Fausto Masnada               | Italie                       | Androni Giocattoli-Sidermec  | + 12 min 13 s                |
| 8e                           | Matej Mohorič                | Slovénie                     | Bahrain-Merida               | + 24 min 37 s                |
| 9e                           | Jack Haig                    | Australie                    | Mitchelton-Scott             | + 30 min 05 s                |
| 10e                          | Felix Großschartner          | Autriche                     | Bora-Hansgrohe               | + 41 min 07 s                |

### Classement aux points
| Classement par points | Classement par points | Classement par points | Classement par points         | Classement par points |
| Coureur               | Coureur               | Pays                  | Équipe                        | Points                |
| --------------------- | --------------------- | --------------------- | ----------------------------- | --------------------- |
| 1er                   | Elia Viviani          | Italie                | Quick-Step Floors             | 237 pts               |
| 2e                    | Sam Bennett           | Irlande               | Bora-Hansgrohe                | 197 pts               |
| 3e                    | Sacha Modolo          | Italie                | EF Education First-Drapac     | 94 pts                |
| 4e                    | Davide Ballerini      | Italie                | Androni Giocattoli-Sidermec   | 90 pts                |
| 5e                    | Marco Frapporti       | Italie                | Androni Giocattoli-Sidermec   | 89 pts                |
| 6e                    | Danny van Poppel      | Pays-Bas              | LottoNL-Jumbo                 | 89 pts                |
| 7e                    | Simon Yates           | Royaume-Uni           | Mitchelton-Scott              | 86 pts                |
| 8e                    | Niccolò Bonifazio     | Italie                | Bahrain-Merida                | 68 pts                |
| 9e                    | Eugert Zhupa          | Albanie               | Wilier Triestina-Selle Italia | 64 pts                |
| 10e                   | Enrico Battaglin      | Italie                | LottoNL-Jumbo                 | 59 pts                |

### Classement du meilleur grimpeur
| Classement de la montagne | Classement de la montagne | Classement de la montagne | Classement de la montagne   | Classement de la montagne |
| Coureur                   | Coureur                   | Pays                      | Équipe                      | Points                    |
| ------------------------- | ------------------------- | ------------------------- | --------------------------- | ------------------------- |
| 1er                       | Simon Yates               | Royaume-Uni               | Mitchelton-Scott            | 58 pts                    |
| 2e                        | Esteban Chaves            | Colombie                  | Mitchelton-Scott            | 47 pts                    |
| 3e                        | Thibaut Pinot             | France                    | Groupama-FDJ                | 36 pts                    |
| 4e                        | Fausto Masnada            | Italie                    | Androni Giocattoli-Sidermec | 35 pts                    |
| 5e                        | Richard Carapaz           | Équateur                  | Movistar Team               | 23 pts                    |
| 6e                        | Giulio Ciccone            | Italie                    | Bardiani CSF                | 22 pts                    |
| 7e                        | Domenico Pozzovivo        | Italie                    | Bahrain-Merida              | 16 pts                    |
| 8e                        | Natnael Berhane           | Érythrée                  | Dimension Data              | 15 pts                    |
| 9e                        | Davide Formolo            | Italie                    | Bora-Hansgrohe              | 13 pts                    |
| 10e                       | Mikaël Cherel             | France                    | AG2R La Mondiale            | 12 pts                    |

### Classements par équipes
| Classement par équipes | Classement par équipes | Classement par équipes | Classement par équipes |
| Équipe                 | Équipe                 | Pays                   | Temps                  |
| ---------------------- | ---------------------- | ---------------------- | ---------------------- |
| 1re                    | Mitchelton-Scott       | Australie              | 167 h 50 min 23 s      |
| 2e                     | Astana                 | Kazakhstan             | + 3 min 11 s           |
| 3e                     | Sky                    | Royaume-Uni            | + 4 min 07 s           |
| 4e                     | UAE Team Emirates      | Émirats arabes unis    | + 14 min 31 s          |
| 5e                     | Movistar Team          | Espagne                | + 20 min 34 s          |
| 6e                     | AG2R La Mondiale       | France                 | + 25 min 13 s          |
| 7e                     | Dimension Data         | Afrique du Sud         | + 26 min 26 s          |
| 8e                     | Team Sunweb            | Allemagne              | + 27 min 30 s          |
| 9e                     | Bora-Hansgrohe         | Allemagne              | + 30 min 29 s          |
| 10e                    | Groupama-FDJ           | France                 | + 30 min 40 s          |

| Classement par équipes | Classement par équipes | Classement par équipes | Classement par équipes |
| Équipe                 | Équipe                 | Pays                   | Temps                  |
| ---------------------- | ---------------------- | ---------------------- | ---------------------- |
| 1re                    | Mitchelton-Scott       | Australie              | 167 h 50 min 23 s      |
| 2e                     | Astana                 | Kazakhstan             | + 3 min 11 s           |
| 3e                     | Sky                    | Royaume-Uni            | + 4 min 07 s           |
| 4e                     | UAE Team Emirates      | Émirats arabes unis    | + 14 min 31 s          |
| 5e                     | Movistar Team          | Espagne                | + 20 min 34 s          |
| 6e                     | AG2R La Mondiale       | France                 | + 25 min 13 s          |
| 7e                     | Dimension Data         | Afrique du Sud         | + 26 min 26 s          |
| 8e                     | Team Sunweb            | Allemagne              | + 27 min 30 s          |
| 9e                     | Bora-Hansgrohe         | Allemagne              | + 30 min 29 s          |
| 10e                    | Groupama-FDJ           | France                 | + 30 min 40 s          |

| Classement par équipes aux points | Classement par équipes aux points | Classement par équipes aux points | Classement par équipes aux points |
| Équipe                            | Équipe                            | Pays                              | Points                            |
| --------------------------------- | --------------------------------- | --------------------------------- | --------------------------------- |

| Classement par équipes aux points | Classement par équipes aux points | Classement par équipes aux points | Classement par équipes aux points |
| Équipe                            | Équipe                            | Pays                              | Points                            |
| --------------------------------- | --------------------------------- | --------------------------------- | --------------------------------- |

## Abandon
- 34 -  Tanel Kangert (Astana) : Non partant